# 德米特羅·科丘拜洛
德米特羅·伊萬諾維奇·科丘拜洛（羅馬化：Dmytro Ivanovych Kotsiubailo；1995年11月1日—2023年3月7日），呼號“達芬奇”，烏克蘭志願兵、軍人，少尉軍銜。他是第1獨立機械化營「達芬奇狼」營長，也是烏克蘭軍隊史上最年輕的營級指揮官。他亦曾擔任極右翼民族主義組織右區的領導人。
2021年12月，烏克蘭總統弗拉基米爾·澤連斯基授予科丘拜洛烏克蘭英雄稱號，使他成為第一位在世時獲得此稱號的志願兵。
他在2022年入選《福布斯》評選的〈30位30歲以下：未來的面孔〉人物。他被《BBC》稱為經歷過廣場革命和俄烏戰爭的烏克蘭一代年輕人之化身。
科丘拜洛於2023年8月23日被追授中尉軍銜。

## 生平
科丘拜洛於1995年11月1日出生在烏克蘭西部伊萬諾-弗蘭科夫斯克州扎德尼斯特良西克。他的曾祖父曾在烏克蘭反抗軍中服役。
他畢業於博夫舍夫綜合中學和伊萬諾-弗蘭科夫斯克職業建築技術學校。科丘拜洛在伊萬諾-弗蘭科夫斯克藝術學院學習繪畫。
2014年烏克蘭發生廣場革命，科丘拜洛正值18歲，他是革命的積極參與者。其后俄国入侵乌克兰，俄烏戰爭爆發，他即從藝術學院輟學從軍，自獨立廣場趕赴前線。而由於他對藝術的熱愛，所以取呼號為「達芬奇」。
科丘拜洛有4名姊妹，未婚妻為阿麗娜·米海洛娃（Аліна Михайлова），其是烏克蘭選民之聲黨的基輔市議員，志願醫療兵。

## 事蹟
科丘拜洛由2014年棄筆從戎開始，短短一年之間由排長晉升至連長。2014年，他在頓巴斯戰爭皮斯基戰役作戰時受重傷，康復後再度重返前線。在俄烏戰爭爆發之後8年來，除了有2個月不在前線，見過家人一次，他其他時間都在前線上。
2015年，科丘拜洛將本身是右區的軍事組織脫離右區編制，改為加入烏克蘭志願軍，只依靠捐贈和私人資金贊助，並多次與正規軍並肩作戰。其在頓涅茨克州阿夫迪伊夫卡親手建立志願軍基地，其連是志願軍中訓練和裝備最精良的部隊，而科丘拜洛的出色指揮，身先士卒備受同袍讚譽。
2016年3月17日，科丘拜洛成為一個獨立突擊連的指揮官，該連被命名為「達芬奇狼」。2020年8月9日，在右區第七次代表大會上，其當選為右區領導人。2022年，科丘拜洛獲頒授「烏克蘭英雄」榮譽。接著科丘拜洛與其他軍人一同在澤連斯基的新年講話的鏡頭中出現。因為當時澤連斯基被愛國人士、退伍軍人和頓巴斯戰爭的參與者視為對俄外交姿態軟弱。科丘拜洛接受頒獎此舉被愛國圈子批評，認為他是向澤連斯基政府低頭。而科丘拜洛表示對澤連斯基的讚賞和認可感高興，科丘拜洛認為澤連斯基的表現確信他是一個真正的領袖。
同年，該連改組成營級規模，加入烏克蘭軍隊編制，重新分配到第67獨立機械化旅管轄，其獲得少尉軍銜。其後他參與了卡爾利夫卡、皮斯基、阿夫迪伊夫卡的解放，以及投入斯捷潘尼夫卡、薩武爾-莫希拉和史塔羅赫納季夫卡的戰鬥中。
2022年俄羅斯入侵烏克蘭，科丘拜洛帶領「達芬奇狼」在戰事最激烈的地方作戰，包括在於克里維里赫區方向戰鬥，並參與利西昌斯克戰役。在哈爾科夫反攻中，拜茨拜洛參與解放巴拉克利亞，並且從奧斯基爾河向伊久姆方向深入60公里，突擊俄軍後方後方，清剿俄軍。

## 阵亡
2023年3月7日，科丘拜洛在巴赫穆特戰役中，頸部被彈片擊傷，氣管破裂而陣亡。烏克蘭總統弗拉基米爾·澤連斯基在他的影像演說中公佈：「今天，『達芬奇』，一位烏克蘭英雄、志願者、象徵人物、勇敢的人，德米特羅·科丘拜洛在行動中喪生。他是第67獨立機械化旅的戰士和指揮官，他在巴赫穆特附近的戰鬥中為烏克蘭犧牲。」
2023年3月9日，伊萬諾-弗蘭科夫斯克州博夫希夫和布爾什滕兩地為科丘拜洛舉行悼念儀式。並於2023年3月10日在基輔聖米迦勒金頂修道院舉行葬禮，包括烏克蘭總統澤連斯基和芬蘭總理桑娜·馬林出席儀式。其後儀式移至獨立廣場，數以千計的烏克蘭人在廣場上與科丘拜洛道別。
而澤倫斯基和烏克蘭最高軍事領導人前來獨立廣場向科丘拜洛靈柩下跪致以最後的敬意，其中包括烏克蘭武裝部隊總司令瓦列里·扎盧日內、烏克蘭國防部情報總局局長基里洛·布達諾夫、烏克蘭國防部長阿列克謝·列茲尼科夫和基輔市長維塔利·克利奇科等。
科丘拜洛安葬於阿斯科德之墓（Аскольдовій могилі）。

## 榮譽
2021年11月30日，烏克蘭總統澤連斯基為表彰科丘拜洛在捍衛烏克蘭國家主權和領土完整方面表現出的個人勇氣，頒授其烏克蘭英雄金星勳章。並在2023年3月9日為表彰科丘拜洛在捍衛烏克蘭國家主權和領土完整、為烏克蘭人民無私服務、忠於軍人誓言方面的顯著個人功績，追授科丘拜洛軍事功勳十字勳章。
而在2023年8月23日，烏克蘭總統澤連斯基為表彰科丘拜洛在組建烏克蘭獨立和加強國家地位、保護祖國和服務烏克蘭人民方面的傑出個人功績，追授其烏克蘭國家傳奇獎。
- 烏克蘭英雄[20]
- 軍事功勳十字勳章[21]
- 烏克蘭人民英雄勳章[22]
- 烏克蘭國家傳奇[6]

## 備注
1. ↑  烏克蘭語：，羅馬化：Da Vinchi